# Beta (film)
Beta è un film indiano del 1992 diretto da Indra Kumar.

## Riconoscimenti
- Filmfare Awards
  - "Best Actor" – Anil Kapoor
  - "Best Actress" – Madhuri Dixit
  - "Best Supporting Actress" – Aruna Irani
  - "Best Female Singer" – Anuradha Paudwal – Dhak Dhak Karne Laga
  - "Best Choreographer" – Saroj Khan – Dhak Dhak Karne Laga